# Друге дихання (фільм, 2007)
«Друге дихання» (фр. Le Deuxième Souffle) — французький кримінальний фільм 2007 року режисера Алена Корно, екранізація однойменного роману Жозе Джованні.

## Сюжет
Після втечі з французької в'язниці рецидивіст Ґюстав Менда збирається втекти до Італії і розпочати там нове життя зі своєю коханою «Мануш». Але для цього потрібні гроші, тому Ґюстав береться за нову справу. При цьому його переслідує не тільки поліція, але і колишні спільники, впевнені в тому, що він зрадник …

## Ролі виконують
- Даніель Отей — Ґюстав «Ґю» Мінда
- Моніка Беллуччі — Сімона, «Мануш»
- Michel Blanc — комісар Бльо
- Жак Дютрон — Станіслас Орлов
- Ерік Кантона — Альбан
- Даніель Дюваль[fr] — Венчур Річчі
- Жільбер Мелькі[fr] — Джо Річчі
- Ніколя Дювошель — Антуан
- Жак Боннаффе — Паскаль
- Філіп Наон[fr] — комісар Фардяно

## Навколо фільму
- Для ролі коханки гангстера Сімони, «Мануш» Моніка Беллуччі стала блондинкою.
- Ця кінострічка практично повністю повторює фільм 1966 року. Винятком є сцена пограбування інкасаторського броньовика. У першому фільмі (як і романі) дія відбувається на гірській дорозі. У цій кіноверсії — на складах.

## Нагороди
- 2008 : Премія Жака-Дере за французький детективний фільм[fr]